# 7494 Сівангунчен
7494 Сівангунчен (7494 Xiwanggongcheng) — астероїд головного поясу, відкритий 28 жовтня 1995 року.
Тіссеранів параметр щодо Юпітера — 3,229.
Названо на честь Проекту Надія (Сіван Гунчен кит.: 希望工程) — неприбуткової соціальної доброчинної програми організованої Фондом розвитку китайської молоді (англ. China Youth Development Foundation).